# Maxime Chalon

a Compétitions nationales et continentales officielles uniquement.

Maxime Chalon, né le 23 juillet 1978 à Blois (Loir-et-Cher), est un joueur français de rugby à XV évoluant au poste de demi de mêlée, reconverti par la suite en tant qu'arbitre professionnel.
Durant sa carrière de joueur, il joue au sein du CA Brive, du RC Orléans, du  CA Bordeaux Bègles, du CA Périgueux, de l'US Tours ou encore du Bugue AC.

## Biographie
Il commence sa carrière de joueur professionnel au CA Brive, puis au RC Orléans, au CA Bègles Bordeaux, au CA Périgueux et à l'US Tours[réf. nécessaire].
Il évolue ensuite au Bugue Athletic Club de 2006 à 2009. En 2007, il est sacré champion de France de Fédérale 3, puis en 2008, le club accède au championnat de France de Fédérale 1. En 2008-2009, il joue 20 matchs en Fédérale 1, dont 19 comme titulaire et 3 essais marqués.
Il met un terme à sa carrière de joueur à 29 ans afin de devenir informaticien.
Après sa carrière de joueur il devient aussi arbitre de rugby à XV. Ainsi, le néophyte au sifflet a obtenu un à un les diplômes, officiant de la 4e série à la division Honneur, en passant par la Fédérale jusqu'au Top 14.
Le 16 août 2014, il arbitre son premier match de Top 14 lors de Toulouse-Oyonnax au stade Ernest-Wallon. Il est alors le seul arbitre de Top 14 en activité ayant eu un passé de joueur professionnel. En septembre 2014, il devient arbitre semi-professionnel.
Il met un terme à sa carrière d'arbitre en 2022 pour se consacrer à son métier d'informaticien et à sa vie personnelle.
De 2022 à 2024, il est consultant au sein de son premier club, le CA Brive Corrèze. Il intervient plusieurs fois par semaine auprès de l'équipe professionnelle en tant que consultant de la règle et de l'arbitrage.
En 2024, il quitte le CAB pour rejoindre la nouvelle cellule de haute performance de l'arbitrage mise en place par la Fédération française de rugby et la Ligue nationale de rugby et dirigée par les anciens arbitres internationaux Romain Poite et Mathieu Raynal,.

## Palmarès de joueur
- Champion de France Junior crabos en 1996
- Champion de France de Fédérale 3 en 2007
- International junior -18 ans et - 20 ans[réf. nécessaire]

## Palmarès d'arbitre
- Pro D2 : demi-finale en 2016[réf. nécessaire], 2017[7].